# Кубок Футбольної ліги 2015—2016
Кубок Футбольної ліги 2015–2016 — 56-й розіграш Кубка Футбольної ліги. Турнір також відомий як Кубок Capital One, в честь головного спонсора турніру, американської банківської холдингової компанії Capital One. Змагання проводилось за системою «плей-оф» серед 92 найкращих клубів Англії та Уельсу. Титул вчетверте здобув Манчестер Сіті, який у фіналі в серії післяматчевих пенальті переміг Ліверпуль.

## Перший раунд
Жеребкування першого раунду відбулось 16 червня 2015 року.
| Дата           | Господарі                   | Рахунок        | Гості                        |
| -------------- | --------------------------- | -------------- | ---------------------------- |
| 11 серпня 2015 | Аккрінгтон Стенлі (4)       | 2:2 (пен. 3:4) | Галл Сіті (2)                |
| 11 серпня 2015 | Блекберн Роверз (2)         | 1:2            | Шрусбері Таун (3)            |
| 11 серпня 2015 | Брентфорд (2)               | 0:4            | Оксфорд Юнайтед (4)          |
| 11 серпня 2015 | Бристоль Роверз (4)         | 1:2            | Бірмінгем Сіті (2)           |
| 11 серпня 2015 | Кардіфф Сіті (2)            | 1:0            | Вімблдон (4)                 |
| 11 серпня 2015 | Карлайл Юнайтед (4)         | 3:1 дч         | Честерфілд (3)               |
| 11 серпня 2015 | Чарльтон Атлетік (2)        | 4:1            | Дагенем енд Редбрідж (4)     |
| 11 серпня 2015 | Колчестер Юнайтед (3)       | 0:1 дч         | Редінг (2)                   |
| 11 серпня 2015 | Флітвуд Таун (3)            | 0:1            | Гартлпул Юнайтед (4)         |
| 11 серпня 2015 | Гаддерсфілд Таун (2)        | 1:2            | Ноттс Каунті (4)             |
| 11 серпня 2015 | Іпсвіч Таун (2)             | 2:1            | Стівенідж (4)                |
| 11 серпня 2015 | Лутон Таун (4)              | 3:1            | Брістоль Сіті (2)            |
| 11 серпня 2015 | Міллволл (3)                | 1:2 дч         | Барнет (4)                   |
| 11 серпня 2015 | Мілтон Кінз Донз (2)        | 2:1            | Лейтон Орієнт (4)            |
| 11 серпня 2015 | Моркем (4)                  | 0:1            | Шеффілд Юнайтед (3)          |
| 11 серпня 2015 | Нортгемптон Таун (4)        | 3:0            | Блекпул (3)                  |
| 11 серпня 2015 | Ноттінгем Форест (2)        | 3:4            | Волсолл (3)                  |
| 11 серпня 2015 | Пітерборо Юнайтед (3)       | 2:0            | Кроулі Таун (4)              |
| 11 серпня 2015 | Плімут Аргайл (4)           | 1:2            | Джиллінгем (3)               |
| 11 серпня 2015 | Порт Вейл (3)               | 1:0            | Бернлі (2)                   |
| 11 серпня 2015 | Рочдейл (3)                 | 1:1 (пен. 5:3) | Ковентрі Сіті (3)            |
| 11 серпня 2015 | Ротергем Юнайтед (2)        | 1:0            | Кембридж Юнайтед (4)         |
| 11 серпня 2015 | Сканторп Юнайтед (3)        | 1:1 (пен. 6:7) | Барнслі (3)                  |
| 11 серпня 2015 | Шеффілд Венсдей (2)         | 4:1            | Мансфілд Таун (4)            |
| 11 серпня 2015 | Саутенд Юнайтед (3)         | 0:1            | Брайтон енд Гоув Альбіон (2) |
| 11 серпня 2015 | Свіндон Таун (3)            | 1:2            | Ексетер Сіті (4)             |
| 11 серпня 2015 | Віган Атлетік (3)           | 1:2            | Бері (3)                     |
| 11 серпня 2015 | Вулвергемптон Вондерерз (2) | 2:1            | Ньюпорт Каунті (4)           |
| 11 серпня 2015 | Вікем Вондерерз (4)         | 0:1            | Фулгем (2)                   |
| 11 серпня 2015 | Йовіл Таун (4)              | 0:3            | Квінз Парк Рейнджерс (2)     |
| 11 серпня 2015 | Йорк Сіті (4)               | 2:2 (пен. 4:2) | Бредфорд Сіті (3)            |
| 11 серпня 2015 | Болтон Вондерерз (2)        | 0:1            | Бертон Альбіон (3)           |
| 12 серпня 2015 | Кру Александра (3)          | 1:3            | Престон Норт-Енд (2)         |
| 12 серпня 2015 | Олдем Атлетік (3)           | 1:3            | Мідлсбро (2)                 |
| 12 серпня 2015 | Портсмут (4)                | 2:1            | Дербі Каунті (2)             |
| 13 серпня 2015 | Донкастер Роверз (3)        | 1:1 (пен. 4:2) | Лідс Юнайтед (2)             |

## Другий раунд
Жеребкування відбулось 13 серпня 2015 року. На цій стадії у боротьбу вступили всі клуби Прем'єр-ліги, які не беруть участь у єврокубках поточного сезону.
| Дата           | Господарі                   | Рахунок        | Гості                        |
| -------------- | --------------------------- | -------------- | ---------------------------- |
| 25 серпня 2015 | Астон Вілла                 | 5:3 дч         | Ноттс Каунті (4)             |
| 25 серпня 2015 | Волсолл (3)                 | 2:1            | Брайтон енд Гоув Альбіон (2) |
| 25 серпня 2015 | Крістал Пелес               | 4:1 дч         | Шрусбері Таун (3)            |
| 25 серпня 2015 | Шеффілд Венсдей (2)         | 1:0            | Оксфорд Юнайтед (4)          |
| 25 серпня 2015 | Портсмут (4)                | 1:2            | Редінг (2)                   |
| 25 серпня 2015 | Гартлпул Юнайтед (4)        | 0:4            | Борнмут                      |
| 25 серпня 2015 | Фулгем (2)                  | 3:0            | Шеффілд Юнайтед (3)          |
| 25 серпня 2015 | Мілтон Кінз Донз (2)        | 2:1 дч         | Кардіфф Сіті (2)             |
| 25 серпня 2015 | Галл Сіті (2)               | 1:0            | Рочдейл (3)                  |
| 25 серпня 2015 | Сандерленд                  | 6:3            | Ексетер Сіті (4)             |
| 25 серпня 2015 | Бері (3)                    | 1:4            | Лестер Сіті                  |
| 25 серпня 2015 | Донкастер Роверз (3)        | 1:4 дч         | Іпсвіч Таун (2)              |
| 25 серпня 2015 | Ротергем Юнайтед (2)        | 1:2            | Норвіч Сіті                  |
| 25 серпня 2015 | Свонсі Сіті                 | 3:0            | Йорк Сіті (4)                |
| 25 серпня 2015 | Квінз Парк Рейнджерс (2)    | 1:2            | Карлайл Юнайтед (4)          |
| 25 серпня 2015 | Пітерборо Юнайтед (3)       | 1:4            | Чарльтон Атлетік (2)         |
| 25 серпня 2015 | Бірмінгем Сіті (2)          | 2:0            | Джиллінгем (3)               |
| 25 серпня 2015 | Ньюкасл Юнайтед             | 4:1            | Нортгемптон Таун (4)         |
| 25 серпня 2015 | Вулвергемптон Вондерерз (2) | 2:1            | Барнет (4)                   |
| 25 серпня 2015 | Бертон Альбіон (3)          | 1:2 дч         | Мідлсбро (2)                 |
| 25 серпня 2015 | Лутон Таун (4)              | 1:1 (пен. 7:8) | Сток Сіті                    |
| 25 серпня 2015 | Престон Норт-Енд (2)        | 1:0            | Вотфорд                      |
| 25 серпня 2015 | Вест-Бромвіч Альбіон        | 0:0 (пен. 5:3) | Порт Вейл (3)                |
| 26 серпня 2015 | Барнслі (3)                 | 3:5 дч         | Евертон                      |

## Третій раунд
Жеребкування відбулось 25 серпня 2015 року. До команд, що перемогли у другому раунді, приєднались ті, які виступають у єврокубках.
| Дата            | Господарі            | Рахунок        | Гості                       |
| --------------- | -------------------- | -------------- | --------------------------- |
| 22 вересня 2015 | Мідлсбро (2)         | 3:0            | Вулвергемптон Вондерерз (2) |
| 22 вересня 2015 | Галл Сіті (2)        | 1:0            | Свонсі Сіті                 |
| 22 вересня 2015 | Лестер Сіті          | 2:1 дч         | Вест Гем Юнайтед            |
| 22 вересня 2015 | Астон Вілла          | 1:0            | Бірмінгем Сіті (2)          |
| 22 вересня 2015 | Фулгем (2)           | 0:1            | Сток Сіті                   |
| 22 вересня 2015 | Сандерленд           | 1:4            | Манчестер Сіті              |
| 22 вересня 2015 | Престон Норт-Енд (2) | 2:2 (пен. 2:3) | Борнмут                     |
| 22 вересня 2015 | Редінг (2)           | 1:2            | Евертон                     |
| 23 вересня 2015 | Норвіч Сіті          | 3:0            | Вест-Бромвіч Альбіон        |
| 23 вересня 2015 | Тоттенгем Готспур    | 1:2            | Арсенал                     |
| 23 вересня 2015 | Крістал Пелес        | 4:1            | Чарльтон Атлетік (2)        |
| 23 вересня 2015 | Ньюкасл Юнайтед      | 0:1            | Шеффілд Венсдей (2)         |
| 23 вересня 2015 | Волсолл (3)          | 1:4            | Челсі                       |
| 23 вересня 2015 | Мілтон Кінз Донз (2) | 0:6            | Саутгемптон                 |
| 23 вересня 2015 | Манчестер Юнайтед    | 3:0            | Іпсвіч Таун (2)             |
| 23 вересня 2015 | Ліверпуль            | 1:1 (пен. 3:2) | Карлайл Юнайтед (4)         |

## Четвертий раунд
Жеребкування проводилось 23 вересня 2015 року.
| Дата           | Господарі           | Рахунок        | Гості         |
| -------------- | ------------------- | -------------- | ------------- |
| 27 жовтня 2015 | Евертон             | 1:1 (пен. 4:3) | Норвіч Сіті   |
| 27 жовтня 2015 | Шеффілд Венсдей (2) | 3:0            | Арсенал       |
| 27 жовтня 2015 | Галл Сіті (2)       | 1:1 (пен. 5:4) | Лестер Сіті   |
| 27 жовтня 2015 | Сток Сіті           | 1:1 (пен. 5:4) | Челсі         |
| 28 жовтня 2015 | Манчестер Сіті      | 5:1            | Крістал Пелес |
| 28 жовтня 2015 | Ліверпуль           | 1:0            | Борнмут       |
| 28 жовтня 2015 | Саутгемптон         | 2:1            | Астон Вілла   |
| 28 жовтня 2015 | Манчестер Юнайтед   | 0:0 (пен. 1:3) | Мідлсбро (2)  |

## Чвертьфінали
Жеребкування проводилось 28 жовтня 2015 року.
| Дата          | Господарі      | Рахунок | Гості               |
| ------------- | -------------- | ------- | ------------------- |
| 1 грудня 2015 | Мідлсбро (2)   | 0:2     | Евертон             |
| 1 грудня 2015 | Сток Сіті      | 2:0     | Шеффілд Венсдей (2) |
| 1 грудня 2015 | Манчестер Сіті | 4:1     | Галл Сіті (2)       |
| 2 грудня 2015 | Саутгемптон    | 1:6     | Ліверпуль           |

## Півфінали
Перші матчі відбулись 5-6 січня, а матчі-відповіді 26-27 січня 2016 року.
| Команда 1 | Заг.         | Команда 2      | 1-й матч | 2-й матч |
| --------- | ------------ | -------------- | -------- | -------- |
| Сток Сіті | 1:1 пен. 5:6 | Ліверпуль      | 0:1      | 1:0 дч   |
| Евертон   | 3:4          | Манчестер Сіті | 2:1      | 1:3      |

## Фінал
| 28 лютого 2016 17:30 (UTC) |

| Ліверпуль    | 1:1 дч   | Манчестер Сіті  |
| ------------ | -------- | --------------- |
| Коутінью 83' | Протокол | Фернандінью 49' |

| Вемблі, Лондон Глядачів: 86 206 Арбітр: Майкл Олівер |

|                                   |     | Пенальті                               |  |
| Джан · Лукас · Коутінью · Лаллана | 1:3 | Фернандінью · Навас · Агуеро · Яя Туре |  |